# Bijacovce
Bijacovce (in ungherese Szepesmindszent, in tedesco Biazowitz o Betendorf) è un comune della Slovacchia facente parte del distretto di Levoča, nella regione di Prešov.

## Storia
Fu menzionato per la prima volta nelle cronache storiche nel 1258.
Il villaggio si trova lungo la famosa Via Gotica e la sua chiesa risale al XIII secolo; esiste anche una residenza del XVIII secolo, costruita tra il 1780 ed il 1785 dalla famiglia Czaky. L'ultima ristrutturazione risale al 1955, ma attualmente la residenza non è visitabile, dato che è stata trasformata in scuola. Tuttavia, vicino all'edificio, vi è un parco in cui si possono osservare dei cervi.